# أولاد بو يحيى (أولاد ستوت)
أولاد بو يحيى هي إحدى مشيخات المملكة المغربية، تتبع جغرافيا لإقليم الناظور وإداريًا لأولاد ستوت. يقدر عدد سكانها بـ 8079 نسمة حسب الإحصاء الرسمي للسكان والسكنى لسنة 2004.